# 惠和堂
惠和堂俗称“宰相府”，位于苏州市吴中区东山镇陆巷村。

## 历史
为明朝內閣首輔王鏊的宅第，进深五进（门楼、轿厅、大厅、堂楼、女眷楼），规模宏大，建筑面积约3000平方米，砖雕、木雕精美，所用木料粗壮，多为楠木。惠和堂曾被太湖公社和陆巷小学占用。2012年耗资3150万元进行全面修缮，增设了蜡像（包括饭间饭桌上的食物）。